# Alexandre-Louis-Marie Charpentier
Alexandre-Louis-Marie Charpentier conegut també com a Alexandre Charpentier (París, 1856 - 4 de març de 1909), fou un escultor, medallista i ebenista francés.

## Biografia
Fill d'obrers, va ser aprenent d'un joier, i en acabat d'un gravador de medalles, on es va familiaritzar amb l'escultura i el baix relleu. Temptat per l'escultura, el jove va ingressar a l'Escola de Belles Arts, on no estaven obligats a continuar aprenent el gravat de medalles. Ell va acudir durant els anys 1871-1876, com a alumne al taller de gravat d'Hubert Ponscarme. Va començar als 21 anys, amb un petit medalló on va representar el retrat de la seva mare i va realitzar el baix relleu Tirador d'Arc, exposat al Saló de 1879 i que va ser comprat per Alexandre Dumas.
El 1890, va exposar amb els seus amics anarquistes i neoimpressionistes com Maximilien Luce, Camille Pissarro i Paul Signac, al Saló dels XX, manifestació d'avantguarda celebrada a Brussel·les. Amic de Constantin Meunier i Jules Louis Rame, Charpentier va freqüentar la bohèmia literària i artística. Va col·laborar en el Teatre-Lliure d'André Antoine, per al que va dissenyar els programes i va fer retrats dels seus col·laboradors en forma de medalles. Va dirigir la decoració escultòrica del cabaret Chat noir.
Al final de la seva carrera, Charpentier va tornar al gravat de medalles, de forma especial per a la Société des Amis de la médaille française. Alexandre Charpentier era un amic proper de Claude Debussy, que li va dedicar una de les seves peces per a piano «cloches à travers les feuilles». Debussy va ser el que va sol·licitar que se li lliurés la insígnia de Cavaller de la Legió d'Honor.